# Lakhi
|  | Aquest article tracta sobre la serralada del Pakistan. Si cerqueu el principat arameu , vegeu «Laqi». |

Les Lakhi o Laki Hills és una serralada derivada de la serralada de Kirthar al Sind, Pakistan. És la més oriental de les serres de la part occidental del Sind entre Balutxistan i l'Indus i mesura uns 80 km. L'altura oscil·la entre 500 i 600 metres. Acaba sobtadament prop de Sehwan a la vora de l'Indus.